# Georg Kaibel

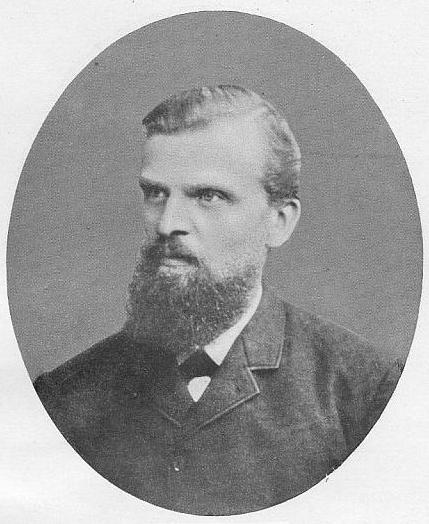
Undatierte Fotografie Georg Kaibels.

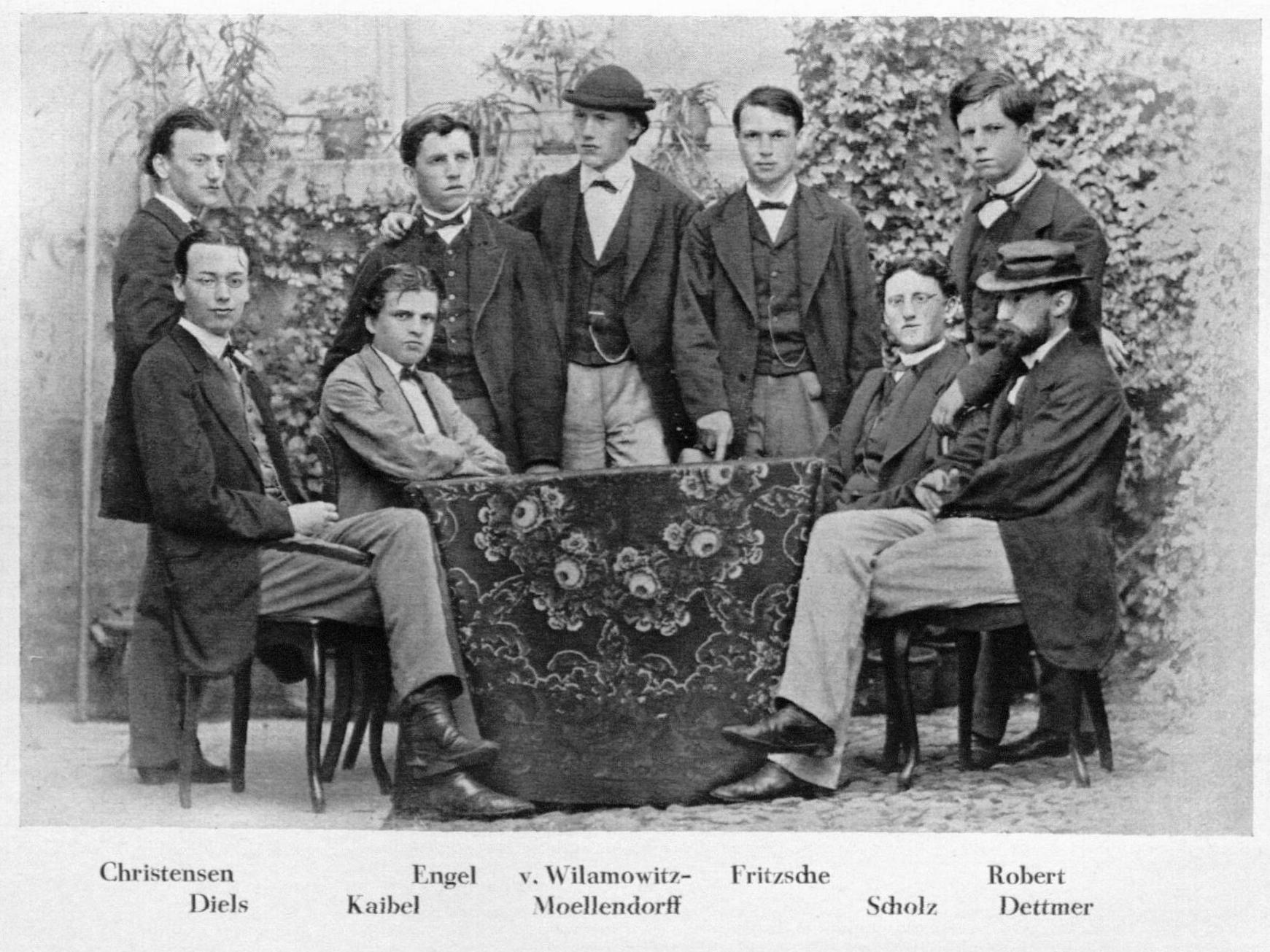
Kaibel (2. von links, sitzend) im Kreis seiner Mitstudenten (Bonn, Sommersemester 1869).

Georg Kaibel (* 30. Oktober 1849 in Lübeck; † 12. Oktober 1901 in Göttingen) war ein deutscher klassischer Philologe, der als Professor in Breslau (1879–1882), Rostock (1882–1883), Greifswald (1883–1886), Straßburg (1886–1897) und Göttingen (1897–1901) wirkte. Seine Arbeiten zu griechischen Inschriften und seine kritischen Texteditionen waren eine Grundlage für die Quellenarbeit der Klassischen Philologie des 20. Jahrhunderts.

## Leben
Kaibel war ein Sohn des Lübecker Musikalienhändlers und Verlegers Friedrich Wilhelm Kaibel (1810–1885). Er besuchte das Lübecker Katharineum bis zum Abitur Ostern 1868 und studierte von 1868 bis 1872 klassische Philologie, zuerst an der Georg-August-Universität Göttingen, ab 1869 an der Universität Bonn. Dort waren Hermann Usener und Franz Bücheler seine Lehrer. Schon in der frühen Studienzeit geriet Kaibel an sein späteres Spezialgebiet, die griechische Epigraphik. Er gewann Useners Preisaufgabe, die auf die Sammlung inschriftlich erhaltener griechischer Gedichte abzielte. Teile daraus verwendete er für seine Dissertation De monumentorum aliquot Graecorum carminibus, mit der er 1871 zum Dr. phil. promoviert wurde. 1872 legte er das erste Staatsexamen für das Lehramt an höheren Schulen ab. Als Stipendiat des Deutschen Archäologischen Instituts hielt Kaibel sich von 1872 bis 1874 in Rom auf und schloss dort Freundschaft mit Theodor Mommsen. Mit seinem Studienfreund Ulrich von Wilamowitz-Moellendorff unternahm er 1873 eine Reise nach Griechenland. Nach seinem Studienaufenthalt in Rom absolviert er 1874 in Elberfeld sein Probejahr als Lehrer und war von 1875 bis 1878 Lehrer am Askanischen Gymnasium in Berlin.
Kaibels Forschungsarbeiten ermöglichten ihm 1878 die Habilitation in Göttingen. 1879 ging er als außerordentlicher Professor der klassischen Philologie an die Universität Breslau. Am 26. August 1880 heiratete er in Groß-Lichterfelde Adelheid Schadow (* 12. Oktober 1858; † 13. Mai 1938), eine Tochter von Felix Schadow und Enkelin Johann Gottfried Schadows. Das Paar hatte einen Sohn, Josef, der im Ersten Weltkrieg gefallen ist (1886–1917), und fünf Töchter: Agnes (* 1881), Gertrud (* 1884) und die drei in Straßburg geborenen Töchter Adelheid (* 1888), die bereits kurz nach ihrem ersten Geburtstag verstarb († 1889), Else (* 1892) und Olga (* 1896). 1882 folgte Kaibel einem Ruf als ordentlicher Professor nach Rostock und wurde Mitherausgeber der Zeitschrift Hermes. Schon 1883 wechselte er als Nachfolger seines Freundes Wilamowitz an die Universität Greifswald. 1886 ging er nach Straßburg, 1897 auf Empfehlung von Wilamowitz als dessen Nachfolger nach Göttingen, wo er zum ordentlichen Mitglied der Gesellschaft der Wissenschaften gewählt wurde. Als sein Nachfolger in Straßburg war zunächst Erwin Rohde vorgesehen, der den Ruf jedoch ablehnte. Am Winckelmannstag 1899 wurde Kaibel zum ordentlichen Mitglied des Deutschen Archäologischen Instituts ernannt.
Am 12. Oktober 1901 starb Kaibel an den Folgen einer langwierigen Magenkrebs-Erkrankung. Er wurde am 15. Oktober beigesetzt.
Der Politologe Peter von Oertzen (1924–2008), Sohn des Journalisten Friedrich Wilhelm von Oertzen und Else Marie geb. Kaibel, war sein Enkel.

## Leistungen
Neben einigen kleineren Arbeiten konzentrierte sich Kaibels Forschung auf die drei Felder der griechischen Epigrammatik und Epigraphik, der „zweiten Sophistik“ und der griechischen Komödie.
Seine schon während des Studiums begonnene Sammeltätigkeit griechischer Grabepigramme brachte die bis heute maßgebliche Ausgabe auf diesem Gebiet hervor: Epigrammata Graeca ex lapidibus conlecta (1878) und Supplementum epigrammatum Graecorum ex lapidibus conlectorum (erschienen im Rheinischen Museum für Philologie N. F. 34, 1879). Nach diversen kleineren Einzelveröffentlichungen beteiligte er sich an der von Mommsen angeregten großen Ausgabe der Inscriptiones Graecae mit den Inscriptiones Italiae et Siciliae (IG XIV, 1890). Er ergänzte auch Mommsens Ausgabe der inschriftlichen Res gestae divi Augusti ex monumentis Ancyrano et Apolloniensi (1883) um eine sprachliche Erläuterung des griechischen Teils.
Im Bereich der sogenannten „zweiten Sophistik“ lieferte er zahlreiche kritische Editionen: Dionysios von Halikarnassos (1885), die bis heute unübertroffene Edition der Deipnosophistai des Athenaios von Naukratis (in der Bibliotheca Teubneriana, 1886–1890), Galens Protreptikos (1894), Cassius Longinus (1899) und Phrynichos (1899).
Gemeinsam mit Wilamowitz gab er die 1891 auf Papyrus neugefundene Athenaion politeia des Aristoteles heraus (Band 1 und 2 1891, Band 3 1898). Schon 1891 erschien eine deutsche Übersetzung des Werkes von Kaibel und Adolph Kießling. 1893 setzte sich Kaibel in einem Aufsatz mit sprachlichen und stilistischen Phänomenen des Werkes auseinander.
Die Forschung um die griechische Komödie bereicherte Kaibel um seine Arbeit an den Poetarum Comicorum Graecorum Fragmenta ab 1890 im Rahmen von Wilamowitz’ Projekt einer Sammlung der Fragmente aller griechischen Dichter. Kaibel selbst erlebte nur dem Abschluss des ersten Bandes (1899). Er lieferte auch zahlreiche Artikel aus dem Bereich der Komödie für die ersten vier Bände der von Georg Wissowa herausgegebenen Realencyclopädie der classischen Altertumswissenschaft (1894–1901). Auch in später erschienene Bände fand die Arbeit Kaibels Eingang. Von den Artikeln ist besonders der über Aristophanes zu nennen. Darüber hinaus beschäftigte sich Kaibel mit den Tragödien Elektra und Antigone des Sophokles: Die erste veröffentlichte er in einer kommentierten Ausgabe 1896, die zweite behandelte er in einem Aufsatz 1897.